# PZL.23 Karaś
PZL.23 Karaś là một loại máy bay ném bom/trinh sát hạng nhẹ của Ba Lan, được hãng PZL thiết kế vào giữa thập niên 1930 tại Warsaw. Nó là máy bay ném bom/trinh sát chủ lực của Ba Lan trong cuộc xâm lược của Đức vào Ba Lan.

## Quốc gia sử dụng

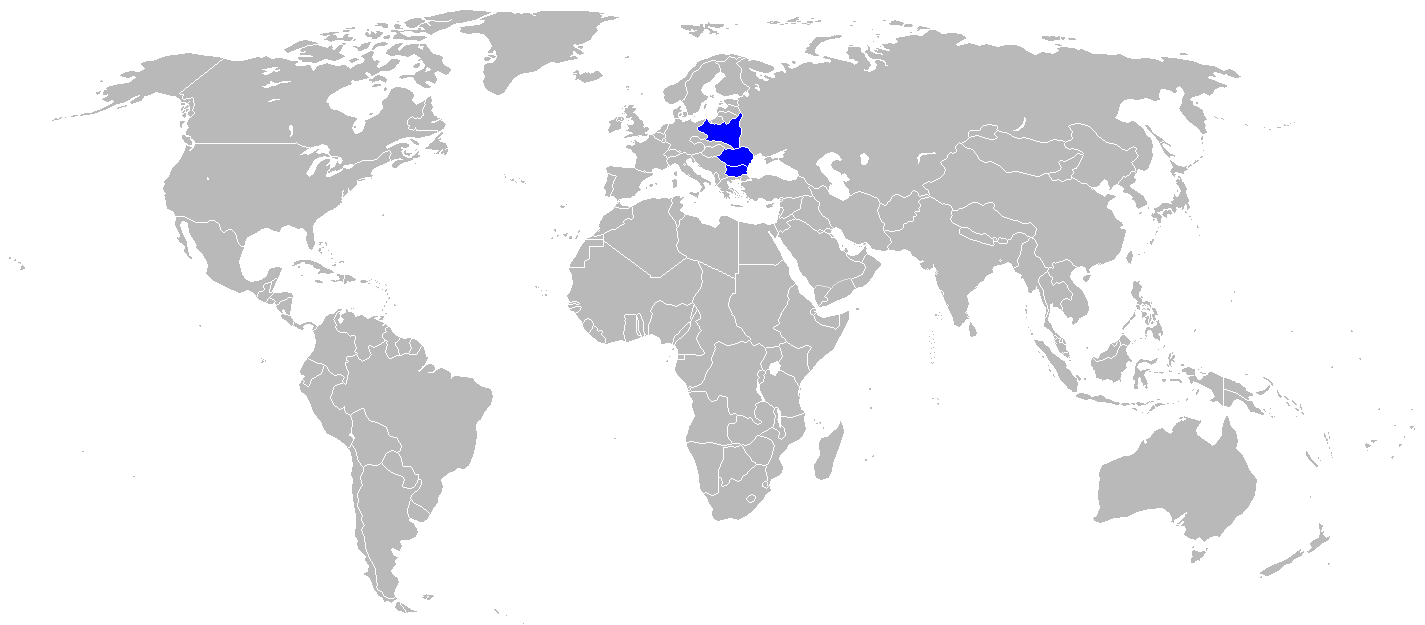
Quốc gia sử dụng PZL.23.

Ba Lan
- Không quân Ba Lan

 Romania
- Không quân Hoàng gia Romania[1]

 Bulgaria
- Không quân Bulgary[2]

## Tính năng kỹ chiến thuật (PZL.23A)
Đặc điểm tổng quát
- Kíp lái: 3
- Chiều dài: 9,68 m (31 ft 9 in)
- Sải cánh: 13,95 m (45 ft 9 in)
- Chiều cao: 3,3 m (10 ft 10 in)
- Diện tích cánh: 26,8 m² (288 ft²)
- Trọng lượng rỗng: 1.928 kg (4.251 lb)
- Trọng lượng có tải: 2.813 kg (6.202 lb)
- Trọng lượng cất cánh tối đa: 3.428 kg (7.557 lb)
- Động cơ: 1 × PZL Bristol Pegasus IIM2, 670 hp (500 kW)

 Hiệu suất bay 
- Vận tốc cực đại: 304 km/h (189 mph)
- Vận tốc hành trình: 240 km/h (149 mph)
- Vận tốc tắt ngưỡng: 110 km/h (68 mph)
- Tầm bay: 1.260 km (783 mi)
- Trần bay: 7.300 m (23.950 ft)
- Vận tốc lên cao: 6,5 m/s (1.280 ft/phút)

Trang bị vũ khí

- Súng: 

  - 3 x súng máy
- Bom: 700 kg (1,543 lb) bom.